# Rojas (Argentine)
Pour les articles homonymes, voir Rojas.
Rojas est une localité argentine située dans le partido homonyme, dans la province de Buenos Aires.

## Climat
Le climat est tempéré pampéen et la température moyenne annuelle est de 16 °C. En hiver, la température minimale moyenne est de 4 °C et la température maximale moyenne est de 15 °C. En été, la température minimale moyenne est de 17 °C et la température maximale moyenne est de 30 °C. Les chutes de neige sont peu fréquentes, mais le 9 juillet 2007, il a neigé autant qu'en 1973. Des chutes de neige ont été enregistrées à Rojas mais de moindre intensité que celle de 2007 (la dernière chute de neige enregistrée remonte à juin 1993, avant cela à 1973, avant cela à 1918).

### Enregistrements de tornades
Le 16 septembre 1816, on a enregistré l'une des premières tornades enregistrées, qui a détruit la ville. La tornade a effondré 62 maisons, tué 21 personnes et en a blessé 82 dans une ville qui n'avait pas de médecin. Le 16 octobre 2009, une tornade s'est formée à 30 km de la ville. À en juger par la taille de la tornade, on peut dire qu'il s'agissait d'une F2.

## Éducation
La municipalité de Rojas a signé un accord avec l'Universidad Nacional del Noroeste de la Provincia de Buenos Aires (UNNOBA), dont le rectorat se trouve dans la ville de Junín, pour l'enseignement du cours de diplôme « Outils pour la gestion du développement territorial et de l'emploi ».
La Universidad Nacional del Litoral, dont le siège est situé dans la ville de Santa Fe, possède une succursale au Centro de Empleados de Comercio de Rojas, pour la proposition académique d'enseignement à distance de l'université.
À Rojas, il est possible d'étudier les cours techniques de la Universidad Tecnológica Nacional, par le biais de la Regional San Nicolás. Toujours à la date du 28 février 2013, l'école de formation des futurs membres de la police de la province de Buenos Aires est, selon les autorités compétentes, une branche décentralisée de l'école Juan Vucetich.
Depuis 2004, l'Instituto Superior de Formación Docente y Técnica, DIPRREGEP no 7622, Conservatorio de Música, fonctionne et dispense une formation de base aux enfants et préadolescents ainsi qu'aux jeunes et adultes, dans différentes spécialités instrumentales telles que la guitare, le piano, le violon, la flûte, la clarinette et le saxophone. Différents ateliers sont également proposés, tels que : atelier de danse classique, atelier de guitare populaire et atelier de piano pour enfants.

## Religion
| Diocèse  | San Nicolás de los Arroyos |
| -------- | -------------------------- |
| Paroisse | San Francisco de Asís      |

## Personnalités liées
- Ernesto Sábato (1911-2011), romancier, essayiste, peintre, né à Rojas.